# Unione Calcio Sampdoria 1986-1987
Questa voce raccoglie le informazioni riguardanti l'Unione Calcio Sampdoria nelle competizioni ufficiali della stagione 1986-1987.

## Stagione

Da sinistra: i neoacquisti Cerezo e Briegel, e il nuovo tecnico Boškov, in allenamento a Marassi.

La stagione 1986-1987 si apre all'insegna del rinnovamento. Il deludente risultato ottenuto nella stagione precedente convince il presidente Mantovani ad operare cambiamenti drastici. In panchina giunge Vujadin Boškov, allenatore serbo di fama internazionale (Real Madrid e Feyenoord alcune delle sue precedenti esperienze) già giocatore blucerchiato nella stagione 1961-1962.
Per quel che riguarda i calciatori, a fare le spese della mini-rivoluzione, oltre a Matteoli ceduto all'Inter, sono i due giocatori britannici Graeme Souness e Trevor Francis. Il primo fa ritorno in patria ai Rangers di Glasgow. Il secondo si accasa all'Atalanta. Al loro posto due nuovi stranieri: il carismatico brasiliano Toninho Cerezo (proveniente dalla Roma) e il tedesco Hans-Peter Briegel acquistato  dall'Hellas Verona (a cui va anche Galia a parziale conguaglio). Dal Como giunge, inoltre, Luca Fusi, giovane mediano seguito da moltissimi club di serie A a seguito delle sue brillanti prestazioni in maglia lariana. La prevista cessione al Milan di Gianluca Vialli viene di fatto bloccata dal rifiuto del giocatore a trasferirsi in maglia rossonera, rifiuto che riempirà di orgoglio sia il presidente Mantovani sia l'intera tifoseria che elegge Gianluca (insieme a Roberto Mancini) a idolo indiscusso della Gradinata Sud. 
La stagione si apre con l'inopinata eliminazione in Coppa Italia. La Samp paga un'incredibile sconfitta a Monza ed una peggiore differenza reti nei confronti della Cremonese. Anche l'inizio del campionato non è dei più semplici. I blucerchiati totalizzano solo 3 punti nelle prime 6 partite. In seguito, però, le prestazioni della squadra cominciano a migliorare tanto da ottenere, soprattutto a Marassi, risultati anche clamorosi come il 4 a 1 rifilato alla Juventus o il 3 a 0 inflitto al Milan in un recupero della gara di campionato sospesa per l'infortunio all'arbitro D'Elia. 
Dopo un'esaltante rincorsa la Samp giunge a giocarsi lo spareggio per l'accesso alla zona UEFA contro quel Milan battuto due volte in stagione regolare. Sul campo neutro di Torino i blucerchiati, seguiti da oltre 15 mila tifosi, devono però cedere ai rossoneri al termine di una gara combattutissima risolta, nel 2º tempo supplementare, da un gol di testa di Daniele Massaro.

## Rosa
| N. |                   | Ruolo | Calciatore                 |
| -- | ----------------- | ----- | -------------------------- |
|    | Italia (bandiera) | P     | Guido Bistazzoni           |
|    | Italia (bandiera) | P     | Roberto Bocchino           |
|    | Italia (bandiera) | P     | Gianluca Pagliuca          |
|    | Italia (bandiera) | D     | Moreno Mannini             |
|    | Italia (bandiera) | D     | Pietro Vierchowod          |
|    | Italia (bandiera) | D     | Luca Pellegrini (capitano) |
|    | Italia (bandiera) | D     | Enzo Gambaro               |
|    | Italia (bandiera) | D     | Antonio Paganin            |
|    | Italia (bandiera) | D     | Michele Zanutta            |

| N. |                     | Ruolo | Calciatore         |
| -- | ------------------- | ----- | ------------------ |
|    | Italia (bandiera)   | D     | Fausto Pari        |
|    | Italia (bandiera)   | C     | Luca Fusi          |
|    | Germania (bandiera) | C     | Hans-Peter Briegel |
|    | Brasile (bandiera)  | C     | Toninho Cerezo     |
|    | Italia (bandiera)   | C     | Fausto Salsano     |
|    | Italia (bandiera)   | A     | Maurizio Ganz      |
|    | Italia (bandiera)   | A     | Giuseppe Lorenzo   |
|    | Italia (bandiera)   | A     | Roberto Mancini    |
|    | Italia (bandiera)   | A     | Gianluca Vialli    |

## Risultati

### Serie A

#### Girone di andata
| Arbitro: | Redini (Pisa) |

|                      |           |  |
| Prandelli 41’ (aut.) | Marcatori |  |

| Arbitro: | Casarin (Milano) |

|               |           |  |
| Diaz 73’, 85’ | Marcatori |  |

| Arbitro: | Boschi (Parma) |

|  |           |             |
|  | Marcatori | 50’ Todesco |

| Arbitro: | D'Elia (Salerno) |

|           |           |                   |
| Galia 31’ | Marcatori | 19’ (rig.) Vialli |

| Arbitro: | Lo Bello (Siracusa) |

|                   |           |                                   |
| Vialli 59’ (rig.) | Marcatori | 8’ Caffarelli 65’ (rig.) Maradona |

| Arbitro: | Longhi (Roma) |

|                       |           |  |
| Passarella 66’ (rig.) | Marcatori |  |

| Arbitro: | Magni (Bergamo) |

|                                       |           |  |
| R. Mancini 10’ Salsano 39’ Vialli 64’ | Marcatori |  |

| Arbitro: | Luci (Firenze) |

|  |           |                      |
|  | Marcatori | 43’ (aut.) Argentesi |

| Arbitro: | Bergamo (Livorno) |

|                             |           |  |
| Paganin 10’ Brigel 60’, 77’ | Marcatori |  |

| Udine 23 novembre 1986 10ª giornata | Udinese          | 0 – 0 referto | Sampdoria | Stadio Friuli\| Arbitro: \| Paparesta (Bari) \| |
| Arbitro:                            | Paparesta (Bari) |               |           |                                                 |

| Arbitro: | Luci (Firenze) |

|            |           |  |
| Cerezo 88’ | Marcatori |  |

| Arbitro: | Mattei (Macerata) |

|                                     |           |                |
| Dirceu 4’ Alessio 49’ Tovalieri 58’ | Marcatori | 57’ Vierchowod |

| Arbitro: | Bergamo (Livorno) |

|                                                   |           |            |
| Vialli 63’, 87’ R. Mancini 70’ (rig.) Briegel 81’ | Marcatori | 71’ Serena |

| Genova 4 gennaio 1987 14ª giornata | Sampdoria        | 0 – 0 referto | Roma | Stadio Luigi Ferraris (31543 spett.)\| Arbitro: \| Casarin (Milano) \| |
| Arbitro:                           | Casarin (Milano) |               |      |                                                                        |

| Arbitro: | Lombardo (Marsala) |

|                               |           |  |
| Comi 14’ (rig.) Corradini 19’ | Marcatori |  |

#### Girone di ritorno
| Arbitro: | Boschi (Parma) |

|                   |           |  |
| Magrin 35’ (rig.) | Marcatori |  |

| Arbitro: | Agnolin (Bassano del Grappa) |

|                                       |           |             |
| R. Mancini 44’ Briegel 65’ Vialli 85’ | Marcatori | 38’ Monelli |

| Como 8 febbraio 1987 18ª giornata | Como             | 0 – 0 referto | Sampdoria | Stadio Giuseppe Sinigaglia\| Arbitro: \| Lanese (Messina) \| |
| Arbitro:                          | Lanese (Messina) |               |           |                                                              |

| Genova 22 febbraio 1987 19ª giornata | Sampdoria        | 0 – 0 referto | Verona | Stadio Luigi Ferraris (18221 spett.)\| Arbitro: \| Baldas (Trieste) \| |
| Arbitro:                             | Baldas (Trieste) |               |        |                                                                        |

| Arbitro: | Agnolin (Bassano del Grappa) |

|              |           |             |
| Maradona 37’ | Marcatori | 31’ Lorenzo |

| Arbitro: | Mattei (Macerata) |

|                                               |           |             |
| Briegel 10’ R. Mancini 76’ (rig.) Lorenzo 90’ | Marcatori | 57’ Garlini |

| Empoli 15 marzo 1987 22ª giornata | Empoli           | 0 – 0 referto | Sampdoria | Stadio Carlo Castellani\| Arbitro: \| Baldas (Trieste) \| |
| Arbitro:                          | Baldas (Trieste) |               |           |                                                           |

| Arbitro: | Bergamo (Livorno) |

|                                  |           |  |
| Vialli 65’ R. Mancini 80’ (rig.) | Marcatori |  |

| Arbitro: | Luci (Firenze) |

|  |           |                       |
|  | Marcatori | 36’ Vialli 82’ Cerezo |

| Genova 5 aprile 1987 25ª giornata | Sampdoria         | 0 – 0 referto | Udinese | Stadio Luigi Ferraris (20569 spett.)\| Arbitro: \| Frigerio (Milano) \| |
| Arbitro:                          | Frigerio (Milano) |               |         |                                                                         |

| Arbitro: | Pezzella (Frattamaggiore) |

|  |           |            |
|  | Marcatori | 46’ Cerezo |

| Arbitro: | Amendolia (Messina) |

|                                   |           |                            |
| R. Mancini 25’ (rig.) Lorenzo 52’ | Marcatori | 61’ A. Bertoni 77’ Alessio |

| Arbitro: | D'Elia (Salerno) |

|                            |           |            |
| Manfredonia 49’ Serena 56’ | Marcatori | 73’ Vialli |

| Arbitro: | Magni (Bergamo) |

|  |           |                                |
|  | Marcatori | 22’ Vierchowod 44’, 52’ Vialli |

| Arbitro: | Luci (Firenze) |

|                                    |           |  |
| Vialli 39’ Briegel 74’ Mannini 87’ | Marcatori |  |

#### Spareggio UEFA
| Arbitro: | Lanese (Messina) |

|              |           |  |
| Massaro 102’ | Marcatori |  |

### Coppa Italia

#### Primo turno
| Cremona 24 agosto 1986 1ª giornata | Cremonese    | 0 – 0 | Sampdoria | Stadio Giovanni Zini\| Arbitro: \| Baldi (Roma) \| |
| Arbitro:                           | Baldi (Roma) |       |           |                                                    |

| Arbitro: | Testa (Prato) |

|  |           |                        |
|  | Marcatori | 31’ (rig.), 68’ Vialli |

| Arbitro: | Lo Bello (Siracusa) |

|                  |           |  |
| Vialli 4’ (rig.) | Marcatori |  |

| Arbitro: | Lombardo (Marsala) |

|                   |           |  |
| Casiraghi 8’, 17’ | Marcatori |  |

| Arbitro: | Pezzella (Frattamaggiore) |

|                       |           |            |
| Vialli 1’ Mannini 21’ | Marcatori | 41’ Scirea |

## Statistiche

### Statistiche di squadra
| Competizione   | Punti | In casa | In casa | In casa | In casa | In casa | In casa | In trasferta | In trasferta | In trasferta | In trasferta | In trasferta | In trasferta | Totale | Totale | Totale | Totale | Totale | Totale | DR  |
| Competizione   | Punti | G       | V       | N       | P       | Gf      | Gs      | G            | V            | N            | P            | Gf           | Gs           | G      | V      | N      | P      | Gf     | Gs     | DR  |
| -------------- | ----- | ------- | ------- | ------- | ------- | ------- | ------- | ------------ | ------------ | ------------ | ------------ | ------------ | ------------ | ------ | ------ | ------ | ------ | ------ | ------ | --- |
| Serie A        | 35    | 15      | 9       | 4       | 2       | 26      | 8       | 15           | 4            | 5            | 6            | 11           | 13           | 30     | 13     | 9      | 8      | 37     | 21     | +16 |
| Spareggio UEFA |       | -       | -       | -       | -       | -       | -       | -            | -            | -            | -            | -            | -            | 1      | 0      | 0      | 1      | 0      | 1      | -1  |
| Coppa Italia   |       | 2       | 2       | 0       | 0       | 3       | 1       | 3            | 1            | 1            | 1            | 2            | 2            | 5      | 3      | 1      | 1      | 5      | 3      | +2  |
| Totale         |       | 17      | 11      | 4       | 2       | 29      | 9       | 18           | 5            | 6            | 7            | 13           | 15           | 36     | 16     | 10     | 10     | 42     | 25     | +17 |

### Statistiche dei giocatori
In campionato si aggiungano due autoreti a favore.
| Giocatore     | Serie A  | Serie A | Spareggio UEFA | Spareggio UEFA | Coppa Italia | Coppa Italia | Totale   | Totale |
| Giocatore     | Presenze | Reti    | Presenze       | Reti           | Presenze     | Reti         | Presenze | Reti   |
| ------------- | -------- | ------- | -------------- | -------------- | ------------ | ------------ | -------- | ------ |
| G. Bistazzoni | 30       | -21     | 1              | -1             | ?            | ?            | 31+      | -22+   |
| R. Bocchino   | 1        | -0      | -              | -              | ?            | ?            | 1+       | 0+     |
| G. Pagliuca   | 0        | 0       | -              | -              | ?            | ?            | 0+       | 0+     |
| M. Mannini    | 28       | 1       | 1              | 0              | 1+           | 1            | 30+      | 2      |
| P. Vierchowod | 28       | 2       | 1              | 0              | ?            | -            | 29+      | 2      |
| L. Pellegrini | 30       | 0       | 1              | 0              | ?            | -            | 31+      | 0      |
| E. Gambaro    | 16       | 0       | -              | -              | ?            | -            | 16+      | 0      |
| A. Paganin    | 17       | 1       | 1              | 0              | ?            | -            | 18+      | 1      |
| M. Zanutta    | 1        | 0       | -              | -              | ?            | -            | 1+       | 0      |
| F. Pari       | 27       | 0       | 1              | 0              | ?            | -            | 28+      | 0      |
| L. Fusi       | 30       | 0       | 1              | 0              | ?            | -            | 31+      | 0      |
| H. Briegel    | 24       | 6       | 1              | 0              | ?            | -            | 25+      | 6      |
| T. Cerezo     | 28       | 3       | 1              | 0              | ?            | -            | 29+      | 3      |
| F. Salsano    | 29       | 1       | 1              | 0              | ?            | -            | 30+      | 1      |
| M. Ganz       | 12       | 0       | -              | -              | ?            | -            | 12+      | 0      |
| G. Lorenzo    | 19       | 3       | 1              | 0              | ?            | -            | 20+      | 3      |
| R. Mancini    | 26       | 6       | 1              | 0              | ?            | -            | 27+      | 6      |
| G. Vialli     | 28       | 12      | 1              | 0              | 3+           | 4            | 32+      | 16     |